# Elezovići
Elezovići falu Bosznia-Hercegovinában, a Bosznia-hercegovinai Föderáció Una-Szanai kantonjában. Közigazgatásilag Velika Kladušához tartozik.

## Fekvése
Bosznia-Hercegovina északnyugati részén, Bihácstól légvonalban 40, közúton 60 km-re északra, Velika Kladušától légvonalban 10, közúton 17 km-re keletre levő dombos, erdős vidéken, a Slapnica- és Vrnogračnica-patakok összefolyásánál fekszik.

## Népessége
| Nemzetiségi csoport | Népesség 1991 | Népesség 2013 |
| ------------------- | ------------- | ------------- |
| Szerb               | 3             | 0             |
| Bosnyák             | 588           | 448           |
| Horvát              | 2             | 2             |
| Jugoszláv           | 2             | 0             |
| Egyéb               | 1             | 54            |
| Összesen            | 596           | 504           |

## Oktatás
A településen az “1. mart” Elezovići általános iskola működik. 2018-ban az épületet felújították.